# Nattoralik (fornlämning)
Nattoralik är en fornlämning i Grönland (Kungariket Danmark).   Den ligger i kommunen Kujalleq, i den södra delen av Grönland, 600 km sydost om huvudstaden Nuuk. Nattoralik ligger 66 meter över havet.
Terrängen runt Nattoralik är varierad. Havet är nära Nattoralik åt sydost.  Det finns inga samhällen i närheten. 